# Alfred Ritscher

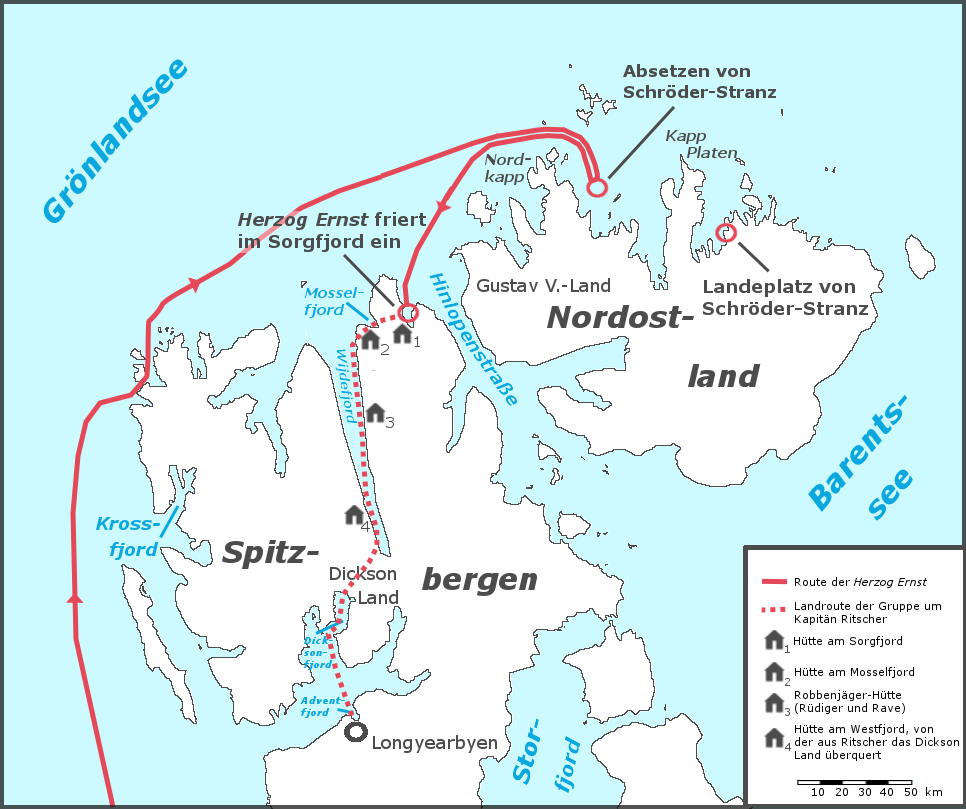
Trasa niemieckiej ekspedycji arktycznej Herberta Schrödera-Stranza (1912)

Alfred Ritscher (ur. 23 maja 1879 w Lauterbergu, zm. 30 marca 1963 w Hamburgu) – niemiecki kapitan marynarki, lotnik i badacz polarny; kierownik niemieckiej ekspedycji antarktycznej (niem. Deutsche Antarktische Expedition) w latach 1938–1939; pierwszy przewodniczący Niemieckiego Towarzystwa Badań Polarnych (niem. Deutsche Gesellschaft für Polarforschung) w latach 1951–1963.

## Życiorys
Alfred Ritscher urodził się 23 maja 1879 roku w Lauterbergu . Jego ojciec był lekarzem, zmarł kiedy Ritscher miał dwa lata. 
W 1897 roku zaczął pływać na statkach. W 1903 roku zdobył patent sternika . Następnie zgłosił się na ochotnika do wojska i odbył roczną służbę wojskową w marynarce. W 1907 roku został kapitanem żeglugi . W 1912 roku został zatrudniony przez ministerstwo marynarki (niem. Reichsmarineamt) . W 1915 roku zdobył licencję pilota. 
W latach 1912–1913 pełnił funkcję kapitana statku „Herzog Ernst” podczas niemieckiej wyprawy arktycznej (niem. Deutsche Arktische Expedition) pod kierownictwem Herberta Schrödera-Stranza (1884–1912) . Celem ekspedycji było opłynięcie od wschodu Spitsbergenu, lecz z uwagi na niezwykle trudne warunki, „Herzog Ernst” utknął w lodzie, a załoga została zmuszona do zimowania w Arktyce. Ritscher udał się samotnie na pieszo do Longyearbyen, by zorganizować akcję ratunkową. W tydzień pokonał 210 km w trudnych warunkach zimowych, w ciemności i bez prowiantu; wskutek odmrożenia stracił połowę lewej stopy. Drogą radiową przekazał lokalizację ekspedycji, co umożliwiło ich ratunek. W 1916 roku Ritscher opublikował swoją relację z przeprawy na łamach pisma „Zeitschrift der Gesellschaft für Erdkunde zu Berlin”.    
Podczas I wojny światowej służył w marynarce wojennej, tworząc dwa oddziały lotnicze wsparcia powietrznego jednostek marynarki we Flandrii. W 1915 roku ożenił się z malarką Susanne Loewenthal (1886–1975). 
Po wojnie pracował jako sprzedawca . W 1925 roku został kierownikiem działu nawigacji lotniczej w Lufthansie. W 1926 roku przygotował w Ameryce Południowej lot z Buenos Aires do Natal w Brazylii dla byłego kanclerza Hansa Luthera (1879–1962), który udał się tam, jako członek zarządu Deutsche Reichsbahn, by wzmocnić więzi gospodarcze z mieszkającymi tam Niemcami. 
W 1929 roku przeszedł do Naczelnego Dowództwa Marynarki Wojennej (niem. Oberkommando der Marine), gdzie zajął się kwestiami rozwoju urządzeń nawigacji lotniczej. Po dojściu Hitlera i nazistów do władzy Ritscher rozwiódł z się żoną, ponieważ spodziewał się, że jej żydowskie pochodzenie będzie przeszkodą w jego dalszej karierze. Po rozwodzie Ritscher został urzędnikiem mianowanym i następnie w maju 1934 roku mianowany na wyższego urzędnika (niem. Regierungsrat) .

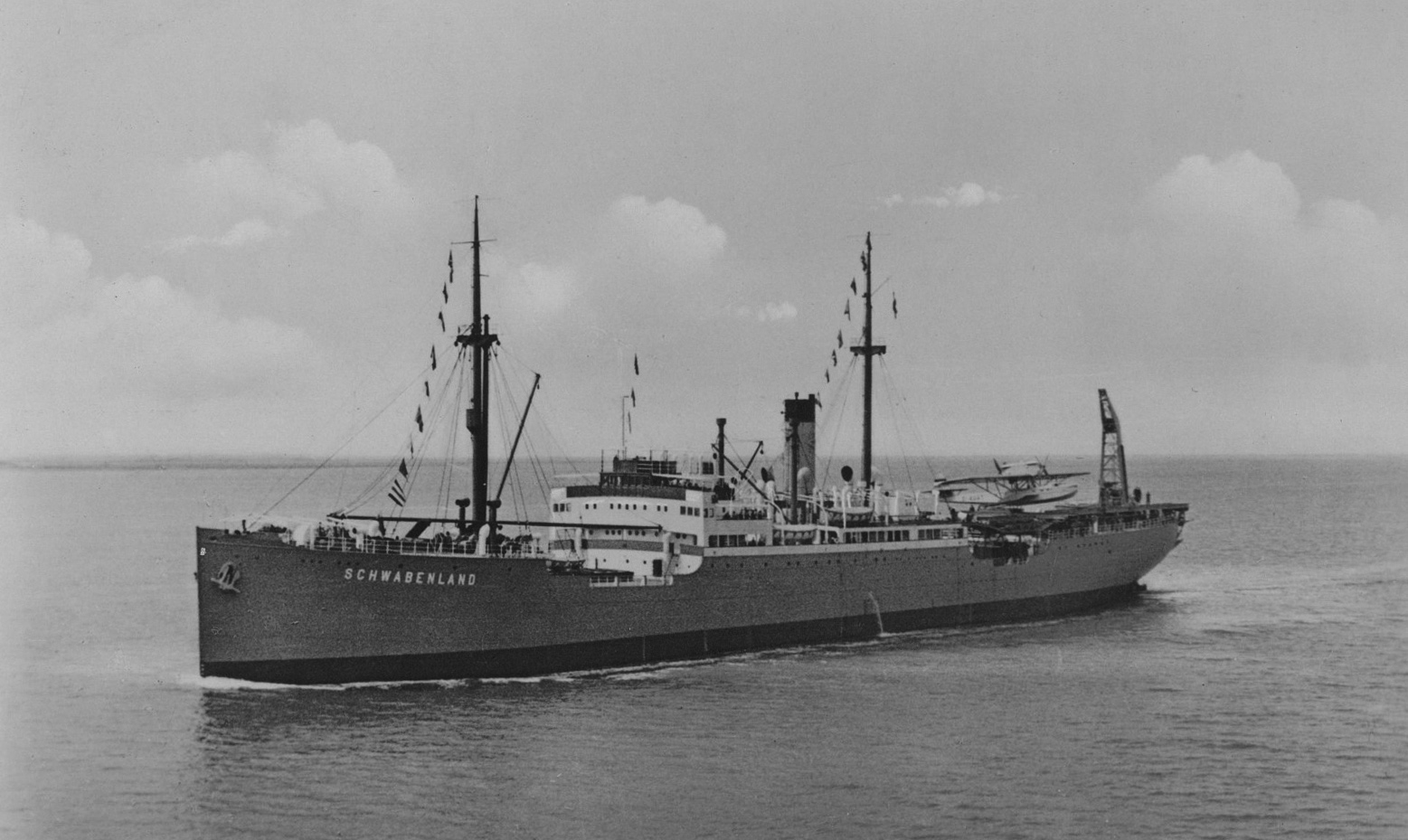
„Schwabenland” (1938)

W latach 1938–1939 poprowadził niemiecką ekspedycję antarktyczną (niem. Deutsche Antarktische Expedition) . Wyprawa została zorganizowana w ramach czteroletniego planu Hermanna Göringa (1893–1946) w celu zdobycia bazy lądowej dla niemieckiego wielorybnictwa w Antarktyce. Ekspedycja ruszyła na statku „Schwabenland”, z którego prowadzono loty zwiadowcze na dwóch wodnosamolotach Dornier Do J „Bores” i „Passat”. Zbadano wybrzeże Antarktydy wcześniej eksplorowane przez Norwegię i wykonano zdjęcia lotnicze obszaru między 5°W a 15°E do około 75°S . Zbadano obszar o powierzchni ok. 600 000 km², z czego 350 000 km² obfotografowano z powietrza. Jednak z uwagi na brak odpowiedniej koordynacji w terenie, większość fotografii okazała się bezużyteczna dla celów kartograficznych.    
W styczniu 1941 roku Ritscher przerwał pracę w biurze Kriegsmarine i został skierowany na front II wojny światowej jako kapitan korwety w rezerwie oraz dowódca trałowca na kanale La Manche i w Zatoce Biskajskiej. W marcu 1941 roku ożenił się z sekretarką ekspedycji antarktycznej Ilse Uhlmann. Później walczył w Chorwacji i północnych Włoszech, gdzie został pojmany przez wojska brytyjskie. Uwolniony w sierpniu 1945 roku.    
W 1951 roku został pierwszym przewodniczącym Niemieckiego Towarzystwa Badań Polarnych (niem. Deutsche Gesellschaft für Polarforschung) . 
Zmarł 30 marca 1963 roku w Hamburgu.

## Publikacje
- 1916 – Wanderung in Spitzbergen im Winter 1912 [w:] „Zeitschrift der Gesellschaft für Erdkunde zu Berlin”[3]
- 1942 – Wissenschaftliche und fliegerische Ergebnisse der Deutschen Antarktischen Expedition 1938/39[2]

## Odznaczenia, członkostwa i nagrody
- 1959 – Wielki Krzyż Zasługi[2]

## Upamiętnienie
Na cześć Ritschera nazwano Ritscher Upland  i Ritscher Peak (niem. Ritschergipfel) .